# Liste des titres musicaux numéro un au Royaume-Uni en 2001
Cette page liste les titres classés no 1 des ventes de disques au Royaume-Uni pour l'année 2001 selon The Official Charts Company.
Les classements hebdomadaires prennent en compte les ventes physiques et sont issus des 100 meilleures ventes de singles (UK Singles Chart) et des 100 meilleures ventes d'albums (UK Albums Chart). Ils sont dévoilés le dimanche.

## Classement des singles
| №  | Date         | Artiste                                          | Titre                           | Référence |
| -- | ------------ | ------------------------------------------------ | ------------------------------- | --------- |
| 1  | 7 janvier    | Rui da Silva feat. Cassandra                     | Touch Me                        |           |
| 2  | 14 janvier   | Jennifer Lopez                                   | Love Don't Cost a Thing         |           |
| 3  | 21 janvier   | Limp Bizkit                                      | Rollin'                         |           |
| 4  | 28 janvier   | Limp Bizkit                                      | Rollin'                         |           |
| 5  | 4 février    | Atomic Kitten                                    | Whole Again                     |           |
| 6  | 11 février   | Atomic Kitten                                    | Whole Again                     |           |
| 7  | 18 février   | Atomic Kitten                                    | Whole Again                     |           |
| 8  | 25 février   | Atomic Kitten                                    | Whole Again                     |           |
| 9  | 4 mars       | Shaggy feat. Rik Rok (en)                        | It Wasn't Me                    |           |
| 10 | 11 mars      | Westlife                                         | Uptown Girl                     |           |
| 11 | 18 mars      | Hear'Say (en)                                    | Pure and Simple                 |           |
| 12 | 25 mars      | Hear'Say (en)                                    | Pure and Simple                 |           |
| 13 | 1er avril    | Hear'Say (en)                                    | Pure and Simple                 |           |
| 14 | 8 avril      | Emma Bunton                                      | What Took You So Long?          |           |
| 15 | 15 avril     | Emma Bunton                                      | What Took You So Long?          |           |
| 16 | 22 avril     | Destiny's Child                                  | Survivor                        |           |
| 17 | 29 avril     | S Club 7                                         | Don't Stop Movin'               |           |
| 18 | 6 mai        | Geri Halliwell                                   | It's Raining Men                |           |
| 19 | 13 mai       | Geri Halliwell                                   | It's Raining Men                |           |
| 20 | 20 mai       | S Club 7                                         | Don't Stop Movin'               |           |
| 21 | 27 mai       | DJ Pied Piper and the Masters of Ceremonies (en) | Do You Really Like It?          |           |
| 22 | 3 juin       | Shaggy feat. Rayvon (en)                         | Angel                           |           |
| 23 | 10 juin      | Shaggy feat. Rayvon (en)                         | Angel                           |           |
| 24 | 17 juin      | Shaggy feat. Rayvon (en)                         | Angel                           |           |
| 25 | 24 juin      | Christina Aguilera, Lil' Kim, Mýa et Pink        | Lady Marmalade                  |           |
| 26 | 1er juillet  | Hear'Say (en)                                    | The Way to Your Love            |           |
| 27 | 8 juillet    | Roger Sanchez                                    | Another Chance                  |           |
| 28 | 15 juillet   | Robbie Williams                                  | Eternity / The Road to Mandalay |           |
| 29 | 22 juillet   | Robbie Williams                                  | Eternity / The Road to Mandalay |           |
| 30 | 29 juillet   | Atomic Kitten                                    | Eternal Flame                   |           |
| 31 | 5 août       | Atomic Kitten                                    | Eternal Flame                   |           |
| 32 | 12 août      | So Solid Crew (en)                               | 21 Seconds                      |           |
| 33 | 19 août      | Five                                             | Let's Dance                     |           |
| 34 | 26 août      | Five                                             | Let's Dance                     |           |
| 35 | 2 septembre  | Blue                                             | Too Close                       |           |
| 36 | 9 septembre  | Bob the Builder                                  | Mambo No. 5                     |           |
| 37 | 16 septembre | DJ Ötzi                                          | Hey! Baby                       |           |
| 38 | 23 septembre | Kylie Minogue                                    | Can't Get You Out of My Head    |           |
| 39 | 30 septembre | Kylie Minogue                                    | Can't Get You Out of My Head    |           |
| 40 | 7 octobre    | Kylie Minogue                                    | Can't Get You Out of My Head    |           |
| 41 | 14 octobre   | Kylie Minogue                                    | Can't Get You Out of My Head    |           |
| 42 | 21 octobre   | Afroman                                          | Because I Got High              |           |
| 43 | 28 octobre   | Afroman                                          | Because I Got High              |           |
| 44 | 4 novembre   | Afroman                                          | Because I Got High              |           |
| 45 | 11 novembre  | Westlife                                         | Queen of My Life                |           |
| 46 | 18 novembre  | Blue                                             | If You Come Back                |           |
| 47 | 25 novembre  | S Club 7                                         | Have You Ever                   |           |
| 48 | 2 décembre   | Daniel Bedingfield                               | Gotta Get Thru This             |           |
| 49 | 9 décembre   | Daniel Bedingfield                               | Gotta Get Thru This             |           |
| 50 | 16 décembre  | Robbie Williams et Nicole Kidman                 | Somethin' Stupid                |           |
| 51 | 23 décembre  | Robbie Williams et Nicole Kidman                 | Somethin' Stupid                |           |
| 52 | 30 décembre  | Robbie Williams et Nicole Kidman                 | Somethin' Stupid                |           |

## Classement des albums
| №  | Date         | Artiste         | Titre                                             | Référence |
| -- | ------------ | --------------- | ------------------------------------------------- | --------- |
| 1  | 7 janvier    | The Beatles     | 1                                                 |           |
| 2  | 14 janvier   | The Beatles     | 1                                                 |           |
| 3  | 21 janvier   | Texas           | The Greatest Hits                                 |           |
| 4  | 28 janvier   | Limp Bizkit     | Chocolate Starfish and the Hot Dog Flavored Water |           |
| 5  | 4 février    | Dido            | No Angel                                          |           |
| 6  | 11 février   | Dido            | No Angel                                          |           |
| 7  | 18 février   | Dido            | No Angel                                          |           |
| 8  | 25 février   | Dido            | No Angel                                          |           |
| 9  | 4 mars       | Dido            | No Angel                                          |           |
| 10 | 11 mars      | Dido            | No Angel                                          |           |
| 11 | 18 mars      | Eva Cassidy     | Songbird                                          |           |
| 12 | 25 mars      | Eva Cassidy     | Songbird                                          |           |
| 13 | 1er avril    | Hear'Say (en)   | Popstars                                          |           |
| 14 | 8 avril      | Hear'Say (en)   | Popstars                                          |           |
| 15 | 15 avril     | Stereophonics   | Just Enough Education to Perform                  |           |
| 16 | 22 avril     | Stereophonics   | Just Enough Education to Perform                  |           |
| 17 | 29 avril     | Ash             | Free All Angels                                   |           |
| 18 | 6 mai        | Destiny's Child | Survivor                                          |           |
| 19 | 13 mai       | Destiny's Child | Survivor                                          |           |
| 20 | 20 mai       | R.E.M.          | Reveal                                            |           |
| 21 | 27 mai       | R.E.M.          | Reveal                                            |           |
| 22 | 3 juin       | Shaggy          | Hot Shot                                          |           |
| 23 | 10 juin      | Radiohead       | Amnesiac                                          |           |
| 24 | 17 juin      | Travis          | The Invisible Band                                |           |
| 25 | 24 juin      | Travis          | The Invisible Band                                |           |
| 26 | 1er juillet  | Travis          | The Invisible Band                                |           |
| 27 | 8 juillet    | Travis          | The Invisible Band                                |           |
| 28 | 15 juillet   | Usher           | 8701                                              |           |
| 29 | 22 juillet   | Destiny's Child | Survivor                                          |           |
| 30 | 29 juillet   | Destiny's Child | Survivor                                          |           |
| 31 | 5 août       | David Gray      | White Ladder                                      |           |
| 32 | 12 août      | Atomic Kitten   | Right Now                                         |           |
| 33 | 19 août      | David Gray      | White Ladder                                      |           |
| 34 | 26 août      | Staind          | Break the Cycle                                   |           |
| 35 | 2 septembre  | Slipknot        | Iowa                                              |           |
| 36 | 9 septembre  | Jamiroquai      | A Funk Odyssey                                    |           |
| 37 | 16 septembre | Jamiroquai      | A Funk Odyssey                                    |           |
| 38 | 23 septembre | Macy Gray       | The Id                                            |           |
| 39 | 30 septembre | Dido            | No Angel                                          |           |
| 40 | 7 octobre    | Kylie Minogue   | Fever                                             |           |
| 41 | 14 octobre   | Kylie Minogue   | Fever                                             |           |
| 42 | 21 octobre   | Steps           | Gold: Greatest Hits                               |           |
| 43 | 28 octobre   | Steps           | Gold: Greatest Hits                               |           |
| 44 | 4 novembre   | Michael Jackson | Invincible                                        |           |
| 45 | 11 novembre  | Steps           | Gold: Greatest Hits                               |           |
| 46 | 18 novembre  | Westlife        | World of Our Own                                  |           |
| 47 | 25 novembre  | Robbie Williams | Swing When You're Winning                         |           |
| 48 | 2 décembre   | Robbie Williams | Swing When You're Winning                         |           |
| 49 | 9 décembre   | Robbie Williams | Swing When You're Winning                         |           |
| 50 | 16 décembre  | Robbie Williams | Swing When You're Winning                         |           |
| 51 | 23 décembre  | Robbie Williams | Swing When You're Winning                         |           |
| 52 | 30 décembre  | Robbie Williams | Swing When You're Winning                         |           |

## Meilleures ventes de l'année
| Singles | Albums |
| --- | --- |
| 1. Shaggy feat. Rik Rok – It Wasn't Me 2. Hear'Say - Pure and Simple 3. Kylie Minogue – Can't Get You Out of My Head 4. Atomic Kitten - Whole Again 5. DL Ötzi - Hey! Baby 6. Westlife - Uptown Girl 7. S Club 7 - Don't Stop Movin' 8. Shaggy feat. Rayvon - Angel 9. Wheatus - Teenage Dirtbag 10. Afroman – Because I Got High | 1. Dido – No Angel 2. Robbie Williams - Swing When You're Winning 3. David Gray - White Ladder 4. Stereophonics - Just Enough Education to Perform 5. Gabrielle - Dreams Can Come True - Greatest Hits 6. Steps - Gold: The Greatest Hits 7. Travis - The Invisible Band 8. Eva Cassidy - Songbird 9. Destiny's Child - Survivor 10. Kylie Minogue - Fever |